# Teofipólka
Teofipólka – wieś na Ukrainie w rejonie tarnopolskim należącym do obwodu tarnopolskiego.
W pobliżu znajduje się przystanek kolejowy Słoboda Teofipólka, położony na linii Tarnopol – Stryj.

## Historia
W II Rzeczypospolitej miejscowość w powiecie brzeżańskim województwa tarnopolskiego.
W grudniu 1944 r. jeden z nacjonalistów ukraińskich z OUN-UPA zamordował 4 krewnych ze swojej rodziny (żonę, córkę oraz teściów).